# Łojowa (przystanek kolejowy)
Łojowa (ukr. Лоєва, ros. Лойова) – przystanek kolejowy w miejscowości Łojowa, w rejonie nadwórniańskim, w obwodzie iwanofrankiwskim, na Ukrainie.
Przed II wojną światową stacja kolejowa. W późniejszym okresie została zdegradowana do roli przystanku.